# Stephan Steinlein
Stephan Steinlein, né le 3 mai 1961 à Finsterwalde (à l'époque République démocratique allemande), est un diplomate allemand. Il a été chef du bureau présidentiel fédéral de 2017 à 2022, au poste de secrétaire d'État, et auparavant, de 2014 à 2017, secrétaire d'État au ministère des Affaires étrangères. Il prend durant l'été 2023 ses fonctions d'ambassadeur de la République fédérale d'Allemagne en France et à Monaco, succédant à Hans-Dieter Lucas.

## Biographie
Stephan Steinlein est né et a grandi en Allemagne de l'est. De 1980 à 1987 il étudie à l'école supérieure de théologie « Sprachenkonvikt » à Berlin-Est. Il a effectué son vicariat de 1987 à 1989 et a ensuite été doctorant pendant un an sous la direction de Wolfgang Ullmann. En juillet 1990, à l'âge de 29 ans, il a occupé pendant quelques semaines la fonction d’ambassadeur de la RDA à Paris, avec la mission de fermer l'ambassade.
En 1991, il a rejoint le service des affaires étrangères de la République fédérale et a d'abord été formé au centre de formation du ministère des Affaires étrangères à Bonn, puis a été chargé de mission pour l'Europe centrale et orientale jusqu'en 1994. Il a ensuite été attaché de presse à l'ambassade d'Allemagne à Varsovie jusqu'en 1997. Il a ensuite été chargé de mission au service de presse du ministère des Affaires étrangères jusqu'en 1999.
En 1999, il est d'abord devenu attaché de presse de Frank-Walter Steinmeier, puis son directeur de cabinet à la chancellerie fédérale en 2002. En 2005, il est devenu directeur de cabinet et directeur de l'équipe de direction du ministère des Affaires étrangères, après que Steinmeier ait été nommé ministre des Affaires étrangères dans le cabinet Merkel I. Après les élections fédérales de 2009, il a de nouveau succédé à Steinmeier en tant que directeur de cabinet, ce dernier étant devenu président du groupe parlementaire du SPD au Bundestag après ces élections.
Sous le cabinet Merkel III, en janvier 2014, il est devenu secrétaire d'État au ministère des Affaires étrangères.
Après l'élection de Frank-Walter Steinmeier à la présidence fédérale, il a été nommé chef du bureau présidentiel fédéral au poste de secrétaire d'État. Il est ainsi devenu en mars 2017 le secrétaire d'État fonctionnaire le plus haut placé en Allemagne. Avec le deuxième mandat de Steinmeier et la restructuration complète du personnel qui s'est ensuivie, il est retourné au ministère des Affaires étrangères en mars 2022.
En août 2023, il prend son poste d'ambassadeur en France et remet ses lettres de créance au président Emmanuel Macron le 22 septembre suivant. C'est la seconde fois qu'il est en fonction à Paris, après avoir été l'ultime et éphémère ambassadeur de la RDA en 1990.

## Décorations
2022 : Officier de l'ordre national français de la Légion d’honneur.

## Vie privée
Stephan Steinlein est marié et a quatre enfants.